# J'accuse (film)
För andra betydelser, se J'accuse (olika betydelser).
J'accuse ("jag anklagar") är en fransk krigsdramafilm från 1919 i regi av Abel Gance, med Séverin-Mars och Romuald Joubé i huvudrollerna. Handlingen växlar mellan svartsjukedrama och en skildring av kamratskap när en man och hans hustrus älskare strider vid varandras sida under första världskriget.
Filmen hade fransk premiär den 25 april 1919. Dess tekniska och dramatiska kvaliteter tillsammans med ett budskap emot krigets massdöd, särskilt uttryckt i den allegoriska slutsekvensen, gjorde den till en stor publikframgång och ett internationellt genombrott för Gance. Den kostade 525 000 francs att producera och hade dragit in tre och en halv miljon francs bara i Frankrike 1923. Den var även en framgång i Storbritannien och Nordamerika.
Filmen existerar i flera olika klippningar med olika speltid och variationer i handlingen.
Gance gjorde 1937 om filmen i ljudversionen Jag anklagar... (J'accuse).

## Medverkande
- Séverin-Mars – François Lawin
- Romuald Joubé – Jean Diaz
- Maxime Desjardins – Mario Lazare
- Marise Dauvray – Edith Lawin
- Mancini – Diaz mor
- Guys – Angèle
- Paul Duc – ett föräldralöst barn